# Akamasia
Akamasia is een spinnengeslacht in de familie van de Zoropsidae. Het geslacht, en de enige onderliggende soort, Akamasia cyprogenia, werden in 2002 beschreven door Bosselaers.